# 浅見れいな
浅見 れいな（あさみ れいな、1983年6月7日 - ）は、日本の女優、ファッションモデル。東京都東村山市出身。レプロエンタテインメント所属。

## 略歴
東村山市立八坂小学校、東村山市立東村山第七中学校を卒業。
小学6年の頃に地元の美容室でカットモデルをした際にスカウトされ、14歳まで雑誌『SEVENTEEN』の専属モデルとして活動した。その後は主に女優やタレントとして活動していたが、30代から再びモデルとしても活動する。

### 激走!GT
2005年4月3日より、安田美沙子の後を引き継ぎ、テレビ東京系のモータースポーツ番組『激走!GT』の激Gリポーターとして出演した。しかし、番組開始当初から出演していた龍田梨恵がテレビ東京を退社し一時番組を降板、小島秀公アナとのコンビ司会で進行していった。
2006年3月12日『激走!GT』リポーターを卒業。放送回数は49回だった。

## 人物
2018年2月3日、年上の一般男性と結婚したことを発表。前月末に婚姻届を提出した。同年4月5日に第1子妊娠を発表し、同年9月3日に第1子女児の出産を報告した。
2022年6月28日発売のファッション雑誌『オトナミューズ』8月号内のインタビューで、第2子妊娠中であることを明かし、同年10月14日に自身のInstagramにて第2子男児の出産を報告した。

## 受賞歴
- フジテレビビジュアルクイーン（2001年）[1]
- 2004 Luxドリームガール
- The Beauty Week Award 2005 特別賞

## 出演

### テレビドラマ
- サイバー美少女テロメア 第8話（1998年、テレビ朝日）
- 世にも奇妙な物語（フジテレビ）
  - '98 秋の特別編「中学教師」（1998年）
  - '01 春の特別編「友達登録」（2001年）
  - '03 秋の特別編「鍵」（2003年）
  - '12 春の特別編「7歳になったら」（2012年4月21日） - 山口先生 役
- GTOドラマスペシャル（1999年、関西テレビ） - 斉藤もえ 役
- サイコメトラーEIJI2（1999年、日本テレビ） - メグ役
- 真夏のメリークリスマス（2000年、TBSテレビ）
- 深く潜れ〜八犬伝2001〜（2000年、NHK総合）
- バカヤロー!2000 ニッポン人の怒りが爆発する!!「前向きが何だ!」（2000年、日本テレビ）
- 悪いオンナ「シャッフル」（2000年、TBSテレビ） - 主演・佐和 役[注 2][10]
- 行け行けイケメン!（2000年、日本テレビ） - ゲスト出演
- HAPPY END?（2001年、フジテレビ）
- 少年たち2（2001年、NHK総合）
- 狂った果実（2002年、TBSテレビ） - 栗山道子 役
- 金曜エンタテイメント（フジテレビ系）
  - 「天使の歌声 〜小児病棟の奇跡〜」（2002年）
  - 成人の日ドラマスペシャル「はたち〜1983年に生まれて〜」（2004年） - 水野恵 役
- 天体観測（2002年、関西テレビ）
- Dr.コトー診療所 第9・10話（2003年8月28日・9月4日、フジテレビ） - 巽久美子 役
- 新・京都迷宮案内 第6シリーズ 第8話（2003年12月18日、テレビ朝日）
- 百年の恋（2003年、NHK総合）
- ダイヤモンドガール（2003年、フジテレビ）
- 笑顔セラピー（2003年2月11日、フジテレビ） - 結城友子 役
- 僕の生きる道（2003年1月 - 3月、関西テレビ） - 鈴木りな 役
- SMAP×SMAP特別編「僕とあなたの生きる道〜ONE DAY〜」（2003年、関西テレビ）
- ミステリー民俗学者 八雲樹 第7話（2004年11月26日、テレビ朝日） - 島崎かおる 役
- WATER BOYS2（2004年、フジテレビ） - 大場加代 役
- Mの悲劇（2005年1月 - 3月、TBSテレビ） - 安藤愛子 役
- 雨と夢のあとに（2005年4月 - 6月、テレビ朝日） - 白坂真昼 役
- がんばっていきまっしょい（2005年7月 - 9月、関西テレビ） - 篠村法子 役
- ブラザー☆ビート（2005年10月 - 12月、TBSテレビ） - 久遠アイ 役
- どんまい!（2005年11月 - 12月、NHK総合） - ヒロミ 役
- 天国の樹（2006年、SBS） - 星野麻耶 役
- 警視庁捜査一課9係（2006年4月 - 6月、テレビ朝日） - 安西つかさ 役
- アテンションプリーズ 第7話（2006年5月30日、フジテレビ） - 窪田理奈 役
- ドラマ・コンプレックス（日本テレビ）
  - 「松本清張スペシャル・共犯者」（2006年5月9日） - 鈴木さやか 役
  - 「私が私であるために」（2006年10月10日） - 朝比奈いぶき 役
- サプリ（2006年7月 - 9月、フジテレビ） - 渡辺ユリ役
- もういちど地下鉄に乗って 第4話（2006年、テレビ朝日） - 山下悦子 役
- 警視庁捜査一課9係 season2（2007年4月 - 6月、テレビ朝日） - 安西つかさ 役
- ホタルノヒカリ（2007年7月 - 9月、日本テレビ） - 曽野美奈子 役
- モップガール（2007年10月 - 12月、テレビ朝日） - 大河内日奈 役
- 浅草ふくまる旅館 第2シリーズ 第7話（2007年11月19日、TBSテレビ） - 梶山沙耶 役
- 1ポンドの福音 第2話（2008年1月19日、日本テレビ） - 牧野夏希 役
- 4姉妹探偵団 第6話（2008年2月22日、朝日放送・テレビ朝日） - 森下唯 役
- 月曜ゴールデン（TBSテレビ系）
  - 「浅見光彦シリーズ25『姫島殺人事件』」（2008年4月7日） - ヒロイン・中瀬古朝子 役
  - 「狩矢警部シリーズ⑧京都西大路通り殺人事件」（2010年5月17日） - 田中詠理 役
- 警視庁捜査一課9係 season3（2008年4月 - 6月、テレビ朝日） - 安西つかさ 役
- トップセールス 第6話（2008年5月17日、NHK総合） - 幸田留美子役
- ツジツマ マゼンタに気をつけろ（2008年9月26日、テレビ朝日） - 茜 役
- セレぶり3（2009年1月 - 3月、テレビ東京） - ぐっち（神宮寺沙耶） 役
- スペシャルドラマ「RESET」（2009年1月15日、読売テレビ）
- キイナ〜不可能犯罪捜査官〜（2009年2月18日、日本テレビ）
- 漂流ネットカフェ（2009年4月 - 6月、毎日放送） - 土岐ゆきえ 役
- アタシんちの男子（2009年4月 - 6月、フジテレビ） - 咲 役
- 東京DOGS（2009年11月2日、フジテレビ） - 松永恵理 役
- 交渉人2（2009年11月19日、テレビ朝日） - 清水香織 役
- 松本清張生誕100年記念スペシャルドラマ「火と汐」（2009年12月21日、TBSテレビ） - 熊代麻子 役
- ヤマトナデシコ七変化 第8話（2010年3月5日、TBSテレビ） - 菊乃井珠緒 役
- チーム・バチスタ2 ジェネラル・ルージュの凱旋（2010年4月 - 6月、関西テレビ） - 栗山弥生 役
- MUSICAL3（2010年4月 - 6月、TOKYO MX） - 四季まふゆ 役
- チーム・バチスタSP2011〜さらばジェネラル!天才救命医は愛する人を救えるか〜（2011年1月2日、関西テレビ） - 栗山弥生 役
- 示談交渉人 ゴタ消し 第8話（2011年2月24日、読売テレビ・日本テレビ） - 小林千晴 役
- 最上の命医 第9話（2011年3月7日、テレビ東京） - 新丸佳奈 役
- いぬのメリー 幸せを運ぶ伝書犬（2011年2月 - 5月、NTTドコモ携帯電話配信ドラマ BeeTV）
- 全開ガール （2011年7月 - 9月、フジテレビ） - リリカ 役
- 花嫁のれん 第2シリーズ（2011年12月2日 - 29日、東海テレビ） - 城之内みちる 役
- 金曜プレステージ（フジテレビ系）
  - 「浅見光彦シリーズ43・還らざる道」（2012年1月27日） - 雨宮正恵 役
- 相棒 Season 10 最終話「罪と罰」（2012年3月21日、テレビ朝日） - 須賀茜 役
- 鍵のかかった部屋 第4話（2012年5月7日、フジテレビ） - 矢口記者 役
- たぶらかし-代行女優業・マキ- 第8話（2012年5月24日、読売テレビ・日本テレビ） - 中野加奈 役
- 特捜最前線2012（2012年10月1日、ファミリー劇場） - 朝比奈飛鳥 役
- カウンターのふたり シーズン2 第12話「草食系男子」（2013年1月18日、TwellV） - 大西亜佐美 役
- 遺留捜査 第3シリーズ 第6話（2013年5月22日、テレビ朝日） - 結城美奈世 役
- 水曜ミステリー9 立証 離婚弁護士 香月佳美（2013年5月29日、テレビ東京系） - 桧山満枝 役[11]
- 都市伝説の女 Part2 第6話（2013年11月15日、テレビ朝日） - 中迫初美 役
- 冤罪死刑（2013年11月23日、テレビ朝日） - 春薗加奈子 役
- プラトニック（2014年5月 - 7月、NHK BSプレミアム） - 今泉美緒子 役
- TEAM -警視庁特別犯罪捜査本部- 第7話（2014年5月28日、テレビ朝日） - 市川樹理 役
- 獣医さん、事件ですよ 第2話（2014年7月10日、読売テレビ・日本テレビ） - 田村絵美 役
- 素敵な選TAXI 第5話（2014年11月11日、関西テレビ） - 永島知美 役
- 太鼓持ちの達人〜正しい××のほめ方〜 第4話（2015年2月2日、テレビ東京） - 武藤美穂 役
- 恋愛あるある。「シングルマザー恋愛あるある」（2015年6月24日、フジテレビ） - 奈美 役
- ホテルコンシェルジュ 第1話（2015年7月7日、TBSテレビ） - 田中まどか 役
- オンナミチ（2015年8月 - 9月、NHK BSプレミアム） - 菊田弘美 役
- 5人のジュンコ 第4話・第5話（2015年12月、WOWOW） - 蒲田里穂子 役
- 孤独のグルメ Season5 第7話（2015年11月14日、テレビ東京） - 斎藤玲 役
- 土曜ワイド劇場（テレビ朝日）
  - 「棟居刑事の偽完全犯罪」（2016年4月23日） - 檜山麗子 役
- 営業部長 吉良奈津子（2016年9月8日 - 15日、フジテレビ） - 山根さやか 役
- 吉祥寺だけが住みたい街ですか? 第10話（2016年12月16日、テレビ東京） - 岩倉亜季 役

### 配信ドラマ
- Love or Not（2017年3月 - [12]、dTV・FOD） - 北条志保 役

### 映画
- 秘密（1999年、東宝、監督：滝田洋二郎） - 友紀 役
- 週刊バビロン（2000年、東映、監督：山城新伍）
- 恐怖学園（2001年、パル企画、監督：山口誠）「死神少女」 - 久保真里菜 役
- レンニュウ（2002年、日本映画学校第14期生卒業作品） - 主演・澪 役
- ジェニファ 涙石の恋（2004年、※日米合作映画） - 郁代 役
- ヘアスタイル （2005年、監督：岩田ユキ 、ハロルド松村、宮野雅之） - 主演・鳩子、バーバラ、カズミ 役[注 3][13]
- LIMIT OF LOVE 海猿（2006年5月6日、監督：羽住英一郎） - 乙部志保里 役
- 世界はときどき美しい / 第四章「スナフキン リバティ」 （2007年、監督：御法川修） - 朋子 役
- ばかもの（2010年12月、監督：金子修介） - ヒデの姉 役
- MADE IN JAPAN 〜こらッ!〜（2011年9月、監督：高橋伴明）
- クローズEXPLODE（2014年4月12日、監督：豊田利晃） - 中田あや 役
- 海月姫（2014年12月27日、監督：川村泰祐）
- もうしません!（2015年10月10日、監督：伊野瀬優） - 木村綾子 役[14]
- 去年の冬、きみと別れ（2018年3月10日、監督：瀧本智行） - 木原坂朱里 役

### バラエティ ほか
- 大好き!東京ゲスト10（2000年、TBSテレビ） - レギュラー
- Back Stage Pass（2001年、BSフジ） - レギュラー
- @サプリッ!（2004年、日本テレビ）
- 世界ウルルン滞在記（2004年、毎日放送）
- 恋するハニカミ!（2004年、TBSテレビ）
- チャンネル☆ロック!（2005年、TBSテレビ）
- 激走!GT（2005年4月 - 2006年3月、テレビ東京） - レギュラー
- あざーっす!（2005年、TBSテレビ） - レギュラー
- 水10!「ワンナイR&R」（2005年 - 2006年、フジテレビ） - レギュラー
- エデン〜絵伝〜（2005年、フジテレビ）
- うぶらぶ（2005年、フジテレビ）
- 春の豪華番組祭りSP タイムショック芸能人バトルロイヤル8（2006年、テレビ朝日）
- 恋するハニカミ!（2006年、TBSテレビ） - スタジオゲスト
- 未来予報2011（2006年、日本テレビ） - レギュラー
- 番組たまご 森山家の大パニック! （2008年3月20日、NHK） - 編集者・山下 役[15]
- あっぱれ!!さんま新教授（2008年、フジテレビ）
- エチカの鏡〜ココロにキクTV〜（2008年12月21日、フジテレビ） - レポーター
- 続・セレぶり3 〜もっと必死にセレぶりたい!〜（2009年、Ameba Studio） - レギュラー
- IPPONグランプリ （2011年、フジテレビ）

ほか多数

### CM
- ソフトバンクモバイル（旧・J-PHONE時代） 虹を見たかい篇（2003年）
- 三浦工業 家庭用軟水器（2003年）
- カルビー 夏ポテト（2003年・2005年）
- 大塚製薬 ポカリスエット（2003年）
- JR東日本 北東北キャンペーン（2003年）
- サントリー カクテルバー（2004年）
- ローソン ゆうちょATM（2004年）
- NTT タウンページ（2004年 - 2005年）
- ファイザー・武田薬品 ニコレット（2005年）
- ニベア花王 8×4パウダースプレー（2008年2月 - ）

### PV
- Ann「1つだけ」（2002年）
- S-WORD「Fight For Your Right」（2003年）
- ゴスペラーズ「新大阪」（2003年）
- MO'SOME TONEBENDER「ビートルバーナー」（2005年）
- エイジアエンジニア「エターナルポーズ」（2005年）
- FLOW「Garden」（2005年）
- DREAMS COME TRUE「今日だけは」（2006年）
- 東方神起「Lovin' you」（2007年）
- 加藤ミリヤ「LALALA feat. 若旦那（湘南乃風）」（2007年）
- CHEMISTRY「Independence」（2011年）
- クリス・ハート「I LOVE YOU」（2014年）

### ラジオ
- JUNGLE PARADISE（2002年、FM-FUJI※レギュラー）
- HAPPY-GO-LUCKY!（2004年、TOKYO FM）
- Honey Bunny Baby（2004年、FM yokohama）
- X-Radio（バツラジ）（2005年、TBSラジオ）

### 舞台
- 劇団たいしゅう小説家第4回公演作品 世紀末三人姉妹（2004年）
  - 4月24日 - 5月2日：東京芸術劇場小ホール / 5月7日・8日：大阪メルパルクホール
  - 脚本・演出：堀江慶
  - 原案：『三人姉妹』チェーホフ作より
  - 出演：小沢真珠・津田寛治・須賀貴匡ほか
- 血の婚礼（2007年5月 - 6月、脚本・演出：白井晃、原作：フェデリコ・ガルシーア・ロルカ、音楽：渡辺香津美）
  - 出演：森山未來ほか
- セレぶり3 オン・ステージ 〜セレブは夏に恋するものだ〜（2009年8月29日、東京グローブ座）
- パッチギ!（2009年12月4日 - 23日、新国立劇場中劇場）
- セレぶり3ラストステージ〜セレブは惜しまれつつ解散するものだ〜（2010年7月10日・11日、全労済ホールスペース・ゼロ）
- PU-PU-JUICE
  - 第10回公演 結婚狂想曲（2010年9月8日 - 12日、シアターサンモール）
  - 第11回公演 奇跡の男（2011年6月9日 - 19日、中野ザ・ポケット）

### 映像作品
- 恋愛体温計（2000年、ウェブドラマ）
- Fiesta（2001年、ポニーキャニオン）
- マーメイドの季節（2002年、ポニーキャニオン）
- 愛すべき人（2007年、ウェブドラマ）

## 書籍

### 単著
- アンバランス（2014年6月7日、宝島社）ISBN 978-4800221889

### 写真集
- mignonne（1999年11月、近代映画社、撮影：井ノ元浩二）ISBN 978-4764819023
- 月刊浅見れいな（2005年10月、新潮社、撮影：藤代冥砂）ISBN 978-4107901514